# Aleksandr Jermiczew
Aleksandr Aleksandrowicz Jermiczew (ros. Алекса́ндр Алекса́ндрович Ермичев; ur. 14 września 1936 w obwodzie moskiewskim) – radziecki i rosyjski historyk filozofii, doktor nauk filozoficznych.

## Życiorys
W 1959 roku ukończył studia na wydziale filozofii Leningradzkiego Uniwersytetu Państwowego. W latach 1960–1976 pracował w Leningradzkim Instytucie Transportu Wodnego, potem do 2006 roku wykładał na Petersburskim Uniwersytecie Państwowym. Przedmiotem zainteresowań naukowych Jermiczewa jest historia filozofii rosyjskiej.